# 검은 야회복
"검은 야회복"은 1969년 공개된 대한민국의 영화이다.

## 배역
- 신영균
- 문희
- 김성옥
- 박암